# Aligátorteknős-félék
Az aligátorteknős-félék (Chelydridae) a hüllők (Reptilia) osztályába és a teknősök (Testudines) rendjébe, nyakrejtő teknősök (Cryptodira) alrendjébe, azon belül is az Eucryptodira alrendágba, és a Polycryptodira kládba tartozó család. Az aligátorteknős-félék családja, 2 nemet (genust), és 4 fajt foglal magába.

## Rendszerezés
A családba az alábbi 2 nem és 4 faj tartozik:
- Chelydra (Schweigger, 1812) – 3 faj
  - aligátorteknős vagy harapósteknős - Chelydra serpentina (Linnaeus, 1758)
  - dél-amerikai harapósteknős, vagy kajmánteknős (Chelydra acutirostris) Peters, 1962
  - közép-amerikai harapósteknős (Chelydra rossignonii) (Bocourt, 1868)

- Macrochelys (Gray, 1856) – 1 faj
  - keselyűteknős - Macrochelys temminckii (Troost, 1835)

Kihalt nemzetségek: Acherontemys, Chelydrops, Chelydropsis, Emarginachelys, Macrocephalochelys, Planiplastron, Protochelydra.
Régebben a nagyfejű teknőst (Platysternidae -Platysternon megacephalum) is az aligátorteknős-félékhez sorolták, de mára egyértelműen bebizonyosodott, hogy a külső hasonlóságok ellenére nem állnak közelebbi rokonságban egymással.